# Prinzenberg bei Darmstadt-Eberstadt
Prinzenberg bei Darmstadt-Eberstadt este o arie protejată (arie de protecție specială avifaunistică — SPA) din Germania întinsă pe o suprafață de 346,13 ha, integral pe uscat.

## Localizare
Centrul sitului Prinzenberg bei Darmstadt-Eberstadt este situat la coordonatele 49°49′34″N 8°39′45″E / 49.8261°N 8.6625°E.

## Înființare
Situl Prinzenberg bei Darmstadt-Eberstadt a fost declarat arie de protecție specială avifaunistică în noiembrie 2004 pentru a proteja 10 specii de animale.

## Biodiversitate
Situată în ecoregiunea continentală, aria protejată nu include niciun habitat protejat.
La baza desemnării sitului se află mai multe specii protejate de  păsări (10): fâsă de pădure (Anthus trivialis), ciocănitoarea de stejar (Dendrocopos medius), ciocănitoare pestriță mică (Dendrocopos minor), capîntortură (Jynx torquilla), sfrâncioc roșiatic (Lanius collurio), gaia roșie (Milvus milvus), viespar (Pernis apivorus), codroșul de pădure (Phoenicurus phoenicurus), ciocănitoare verzuie (Picus canus), pupăză (Upupa epops).
Pe lângă speciile protejate, pe teritoriul sitului au mai fost identificate 2 specii de păsări.